# Chaetodon multicinctus
Chaetodon multicinctus är en fiskart som beskrevs av Garrett, 1863. Chaetodon multicinctus ingår i släktet Chaetodon och familjen Chaetodontidae. IUCN kategoriserar arten globalt som livskraftig. Inga underarter finns listade i Catalogue of Life.